# Puellemontier
Puellemontier era una comuna francesa situada en el departamento de Alto Marne, de la región de Gran Este, que el 1 de enero de 2016 pasó a ser una comuna delegada de la comuna nueva de Rives-Dervoises al fusionarse con las comunas de Droyes, Longeville-sur-la-Laines y Louze.

## Demografía
| Gráfica de evolución demográfica de Puellemontier entre 1800 y 2013 |
|                                                                     |

Los datos demográficos contemplados en este gráfico de la comuna de Puellemontier se han cogido de 1800 a 1999 de la página francesa EHESS/Cassini, y los demás datos de la página del INSEE.